# Robi-Rob’s Boriqua Anthem
A Robi-Rob's Boriqua Anthem című dal az amerikai C+C Music Factory 4. és egyben utolsó kimásolt kislemeze az Anything Goes! című stúdióalbumról. A dal csupán az amerikai Billboard Hot 100 listára jutott fel, ott a 36. helyezést sikerült megszereznie.

## Megjelenések
CD Maxi-Single  Európa Columbia – 662459 2
1. Robi-Rob's Boriqua Anthem (LP Version) 9:00 Co-producer – Bob Rosa, Duran Ramos, Producer, Arranged By, Remix – Robert Clivillés And David Cole, Written-By – A. DeLeon, D. Vargas, R. Clivillés, V. Vargas

1. I Found Love (C+C Underground Club Mix) 8:29 Producer, Arranged By, Remix – Robert Clivillés And David Cole, Written-By – R. Clivillés-D. Cole
2. Robi-Rob's Boriqua Anthem (Edit) 4:58 Co-producer – Duran Ramos,  Co-producer, Engineer [Recording], Engineer [Mix] – Bob Rosa, Featuring [Special Guest Artist] – El General, Wepaman, Producer, Arranged By, Mixed By – Robert Clivillés And David Cole*, Written-By – D. Ramos*, G. Man (Jorge Corante)*, R. Clivillés*
3. Take a Toke (House Mix) 7:52 Engineer [Recording], Engineer [Mix] – Rodney Ascue, Producer [Additional], Remix – Danny "Holiday" Vargas, Victor Vargas, Written-By – D. Ramos*, G. Man (Jorge Corante)*, R. Clivillés*

## Slágerlista
| Slágerlista (1994)     | Legjobb helyezések |
| ---------------------- | ------------------ |
| U.S. Billboard Hot 100 | 36                 |

## Felhasznált zenei alapok
A dalhoz az alábbi zenei alapokat használták fel: 
- Calixto Ochoa – El Afrikano (1983)[3]
- Tyree – Acid Crash (House Mix) (1988)[4]